# Echinocoryne
Echinocoryne là một chi thực vật có hoa trong họ Cúc (Asteraceae).

## Loài
Chi Echinocoryne gồm các loài: